# Anaspis bernhaueri
Anaspis bernhaueri là một loài bọ cánh cứng trong họ Scraptiidae. Loài này được Roubal miêu tả khoa học năm 1910.